# Classe Pelym
Le unità appartenenti alla classe Pelym (progetto 1799 secondo la classificazione russa) sono state progettate per compiere operazioni di smagnetizzazione  alle altre unità della flotta.
La classificazione russa è Sudno Razmagnichivanya (SR), ovvero nave per deperming.

## Il servizio
La costruzione è avvenuta presso il cantiere navale di Chabarovsk, tra il 1971 ed il 1987.
In tutto, ne sono state costruite una ventina, la maggior parte delle quali ancora formalmente a carico della Marina Russa.
Flotta del Pacifico:
- SR 111
- SR 180
- SR 188
- SR 222
- SR 233
- SR 281
- SR 370

Flotta del Nord:
- SR 215
- SR 218
- SR 220
- SR 276
- SR 280
- SR 334
- SR 409
- SR 455

Flotta del Baltico:
- SR 203
- SR 241

Flotta del Mar Nero:
- SR 26
- SR 344

Le reali condizioni operative di tali unità non sono note.
Una è stata demolita nel 1995, mentre un'altra è stata trasferita alla manina cubana nel 1982. Oggi è utilizzata come nave addestramento.